# Sajó (település)
Sajó (románul: Șieu, jiddisül שיעף) falu Romániában, Máramaros megyében, a történeti Máramarosban.

## Fekvése
Máramarosszigettől 35 kilométerre délkeletre, az Iza folyó bal partján fekszik. Egybeépült Rozávlyával. A 2006-ban házcsoportból névszavazással faluvá nyilvánított, 60-70 házból álló Șieuțon kívül két, 20-25 házas külterületi lakott hely tartozik hozzá: Garbova és Barlaia.

## Nevének eredete
Az ómagyar saβ + jó szavak összetételéből való, amelyek sós vizű folyóra utalnak. Először Sayo alakban, 1373-ban említették.

## Története
Kezdetben a Szász-leszármazottak, 1411-től 1550 előttig részben a Dolhai, részben a szarvaszói Gerhes család birtoka volt. Később kisnemesi többségű falu – 1720-ban hét egytelkes nemesi és két jobbágyportát írtak benne össze.
2002-ben vált ki Rozávlyából és alakult önálló községgé.
1838-ban 810 görögkatolikus és 62 zsidó lakosa volt.
1910-ben 1771 lakosából 1295 volt román és 445 német (jiddis) anyanyelvű; 1323 görögkatolikus és 440 zsidó vallású.
2002-ben 2513 lakosából 2506 volt román anyanyelvű; 2214 ortodox, 151 görögkatolikus és 148 adventista vallású.

## Látnivalók
- Az Istenszülő elszenderülése ortodox (korábban görögkatolikus) fatemplom 1760-ban épült. Hajója négyzet alaprajzú, szentélye sokszög záródású. Héjazata a hajón kétszeres, a szentélyen egyszeres. Nyugati bejárata elé tornácot építettek. Eredeti festését a dragomérfalvi Ioan Plohod 1825-ben készített festményei borítják. Korábbi fatemplomából fennmaradt a királykapuk melletti két, 17. században festett ikon: egy Mária a gyermek Jézussal és egy Deiszisz.

## Híres emberek
- Itt született 1837-ben Dunka Miklós az olasz és amerikai szabadságharcok résztvevője.

## Képek

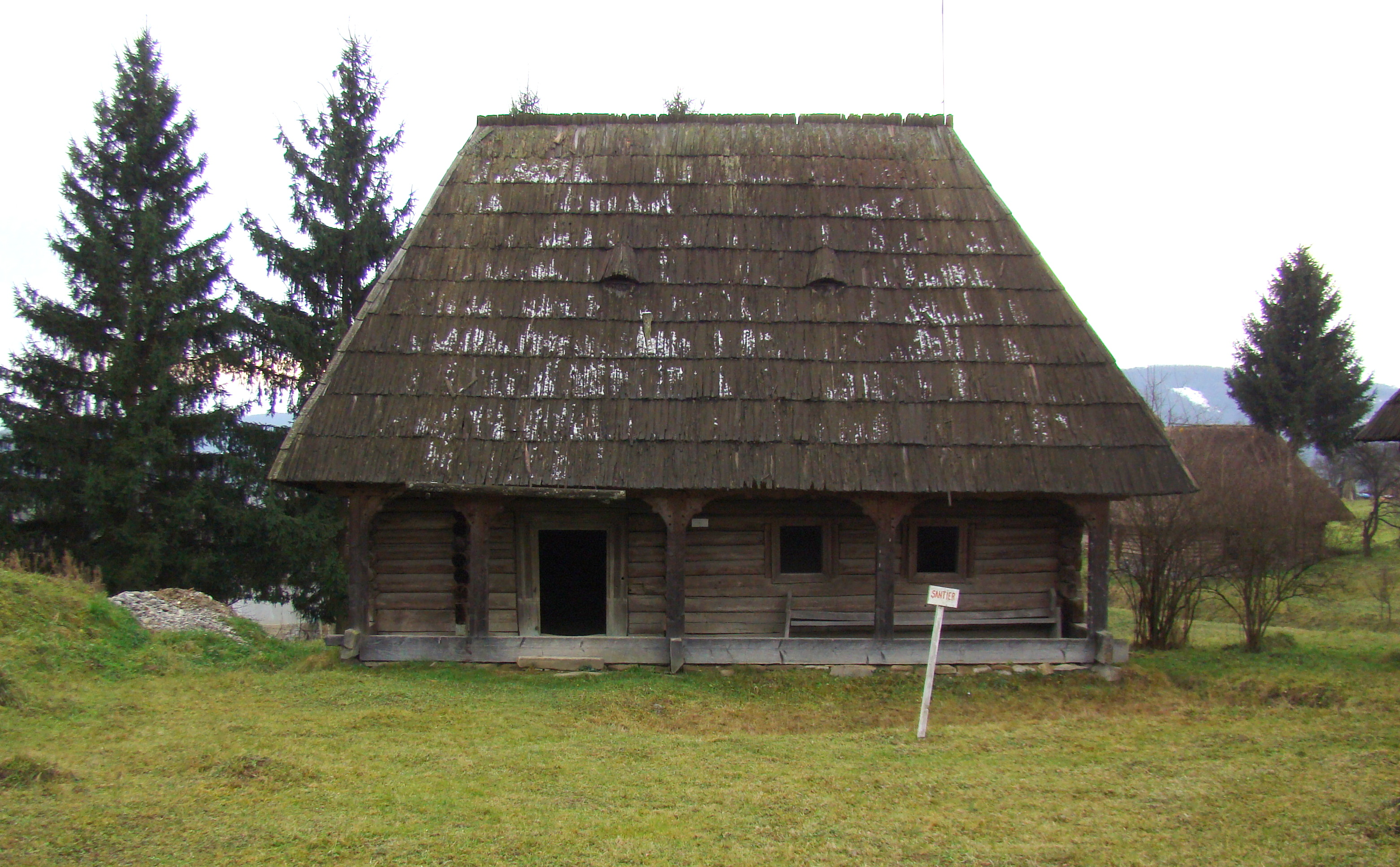
A Petrovan család háza a máramarosszigeti falumúzeumban